# Ardico Magnini
Ardico Magnini (ur. 21 października 1928 w Pistoi, zm. 3 lipca 2020 we Florencji) – włoski piłkarz występujący na pozycji obrońcy.
Z zespołem ACF Fiorentina w 1956 zdobył mistrzostwo Włoch, a w 1957 awansował do finału Pucharu Krajowych Mistrzostw Europy. W reprezentacji Włoch w latach 1953–1957 rozegrał 20 meczów. Wystąpił na mistrzostwach świata 1954.